# Championnat du monde masculin de handball
Cet article traite du championnat du monde masculin de handball. Pour les autres championnats du monde de handball, voir en bas d'article.
Le championnat du monde masculin de handball réunit tous les deux ans les meilleures équipes nationales masculines du handball mondial sous l'égide de la Fédération internationale de handball (IHF). Après une première édition en 1938, cette épreuve se déroule régulièrement depuis 1954 et adopte sa cadence biennale depuis 1993.
Au terme de la ving-neuvième édition en 2025, soixante sélections ont pris part à la compétition. Aucune nation n'a participé à toutes les éditions. Neuf nations, toutes européennes, ont remporté l'épreuve. Une seule nation non-européenne a terminé sur le podium d'un championnat du monde : le Qatar en 2015. Avec six titres remportés depuis 1995, la France est la sélection la plus titrée et, à titre individuel, le gardien de but français Thierry Omeyer est le plus titré avec cinq championnats remportés et deux médailles de bronze.
Le Danemark a remporté les quatre dernières éditions en 2019, 2021, 2023 et 2025.

## Histoire

### De 1938 à 1958: les premières compétitions
(en) Fédération internationale de handball, History of Men’s Handball World Championships : Part I 1938 – 1960, 2010 (lire en ligne)
Le premier championnat du monde de handball en salle en 1938 n'a duré que deux jours, ce qui n'est pas surprenant puisque seuls quatre pays y participaient. Les 5 et 6 février 1938, le Reich allemand, l'Autriche, la Suède et le Danemark, sous la direction de la Fédération internationale de handball amateur (IAHF), prédécesseur de la Fédération internationale de handball (IHF), déterminent les vainqueurs de ce tournoi toutes rondes, qui n'a donc pas eu de véritable finale. Vainqueurs de leurs trois matchs, l'Allemagne remporte la compétition devant l'Autriche, battue de justesse dans la « finale » 5 à 4, et la Suède qui a battu le Danemark 2 à 1.
Toutefois, c'est le handball à onze, sur gazon et en plein air qui prévaut dans la première moitié du XXe siècle. La Seconde Guerre mondiale et trois éditions du championnat du monde en plein air (1938, 1948 et 1952) plus tard, ce n'est qu'en 1954 qu'a lieu le second championnat du monde de handball en salle. Si le handball à onze en plein air était encore plus populaire en Europe centrale dans les années 1950, sa version à sept joueurs en salle prévalait de plus en plus en Scandinavie. Il était donc presque logique que la Suède, vice-champion du monde en plein air en 1952, ait non seulement accueilli mais aussi gagné ce tournoi. Les Allemands ont gagné leurs matchs du tour préliminaire contre la Suisse et la France, tandis que la Suède a vaincu le Danemark et la Tchécoslovaquie. En finale, l'hôte suédois écarte les Allemands 17 à 14 tandis que la Tchécoslovaquie remporte le bronze.
La troisième édition a eu lieu du 27 février au 2 mars 1958 en République démocratique allemande. Seize équipes participent à la compétition : le Brésil est le premier pays non européen à participer à un championnat du monde tandis que l'Allemagne est composée de joueurs de l'Allemagne de l'Ouest et de l'Est concourant en tant qu'équipe unifiée d'Allemagne. Le premier match des Allemands, remporté 46 à 4 face aux modestes Luxembourgeois, constitue encore aujourd'hui la plus large victoire à un championnat du monde. Meilleure attaque et meilleure défense de la compétition, l'Allemagne est néanmoins battue par la Tchécoslovaquie lors du tour principal et doit se contenter de la médaille de bronze. En finale, les Tchécoslovaques n'ont pas non plus eu la moindre chance face au tenant du titre, la Suède qui s'impose nettement 22 à 12, ayant déjà cinq buts d'avance à la mi-temps (10-5). Quant à la France elle est éliminée dès la phase préliminaire et se classe neuvième.

### De 1961 à 1974: la domination roumaine
(en) Fédération internationale de handball, History of Men’s Handball World Championships : Part II 1961 – 1970, 2010 (lire en ligne)

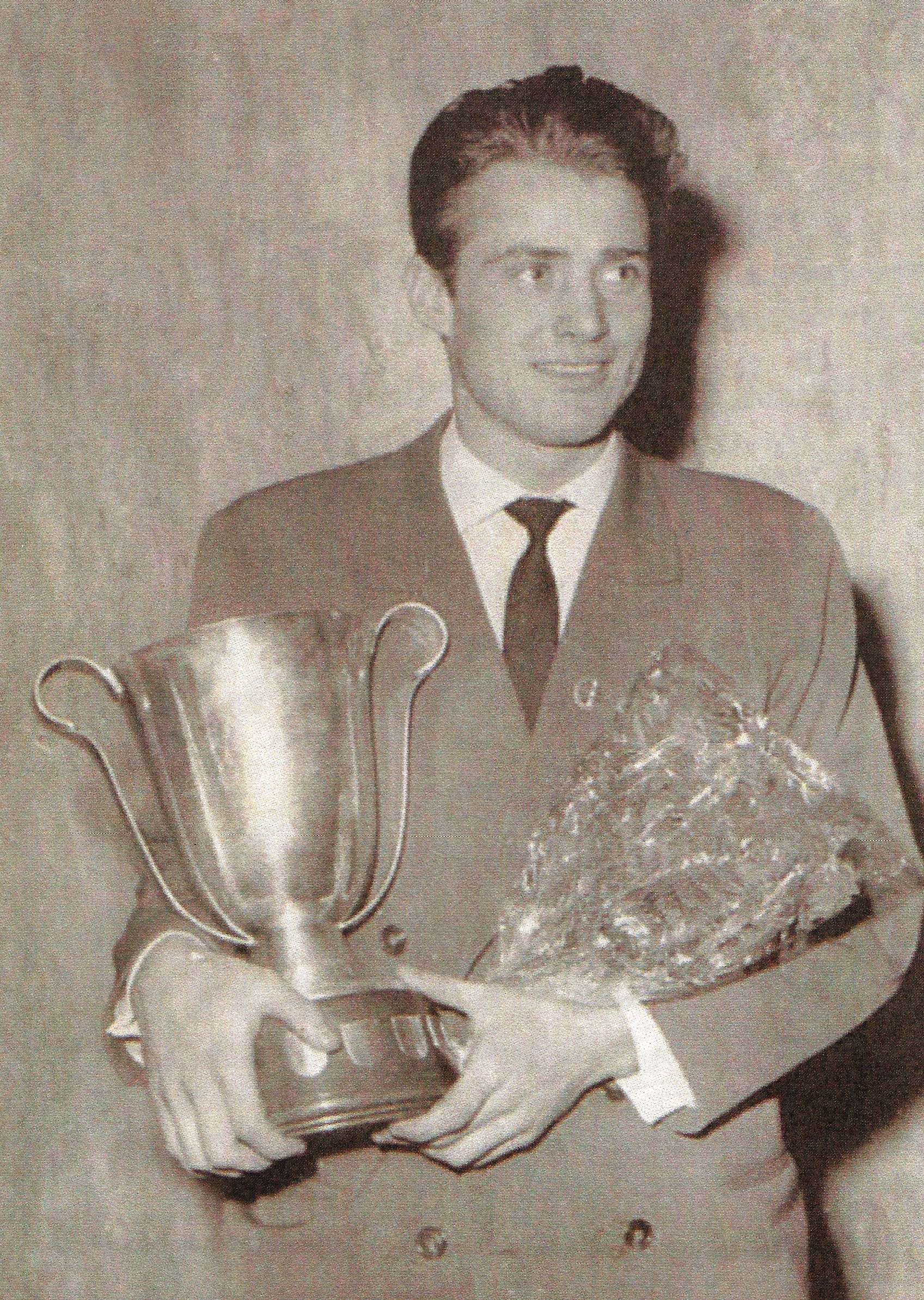
Le Roumain Mircea Costache II avec le trophée du championnat du monde 1961.

Trois ans plus tard, en 1961, les 12 équipes qualifiées se rendent à nouveau en Allemagne, mais cette fois en République fédérale d'Allemagne. Il convient de mentionner l'absence de l'URSS, battue par la Roumanie lors des qualifications. L'hôte, qui présentait une équipe unifiée composée à la fois de joueurs de l'Allemagne de l'Ouest et de l'Est, a réalisé un résultat plutôt décevant, ne se classant que quatrième : après deux victoires lors du tour préliminaire, ils sont ensuite battus par la Roumanie 9 à 12 lors du tour principal et enfin par la Suède dans le match pour la médaille de bronze. À l'inverse, les Roumains, qui avaient été éliminés au tour préliminaire trois ans auparavant et et qui n'ont terminé que deuxièmes dans le groupe du tour préliminaire du fait de leur défaite 8 à 12 face à la Tchécoslovaquie, remportent leurs trois matchs du tour principal face à l'Allemagne, au Danemark et à la Norvège et se qualifient pour la finale. Dans l'autre groupe, la Tchécoslovaquie est d'abord tenue en échec par l'Islande (15-15) mais s'impose ensuite face à la Suède et à la France. La finale est donc une revanche entre les deux états communistes de Tchécoslovaquie et de Roumanie, pourtant outsider de la compétition,. Disputée devant 12 000 spectateurs, la finale nécessite deux prolongations pour désigner le vainqueur : à égalité 7 à 7 à l'issue du temps réglementaire, aucun but n'est marqué lors de la première prolongation puis la Roumanie s'impose (2-1) lors de la seconde prolongation et remporte son premier titre aux dépens de la Tchécoslovaquie,,. La Suède, tenante du titre et favori, doit se contenter de la troisième place.
Le 5e championnat du monde est organisé par la République socialiste tchécoslovaque en 1964. Après une médaille de bronze puis deux médailles d'argent lors des trois éditions précédentes, les hôtes espèrent enfin remporter leur premier titre et s'en donnent les moyens en gagnant leurs trois matchs du tour préliminaire : les Tchécoslovaques sont ainsi qualifiés en compagnie du Danemark tandis que la Suisse et la France sont éliminés. Dans le groupe A, un match à trois oppose les deux Allemagne (RFA et RDA qui concourent séparément) et la Yougoslavie, les États-Unis perdant nettement ses trois matchs : les Yougoslaves ayant réalisé deux matchs nuls face aux deux Allemagne, la défaite des Est-Allemands face aux Ouest-Allemands les élimine de la compétition. Dans le groupe B, la Suède, la Hongrie et l'Islande terminent avec chacun deux victoires pour une défaite, l'Islande étant éliminée en raison d'une plus mauvaise différence de buts. Enfin, dans le groupe D, la Roumanie remporte ses trois matchs tandis que l'URSS, le Japon et la Norvège, tous à 2 points, sont départagés selon la différence de buts en faveur des Soviétiques. Lors du tour principal, la Roumanie détruit les espoirs de l'hôte tchécoslovaque en remportant de justesse la revanche de la finale de 1961 16 à 15. Dans l'autre groupe, les Suédois, malgré leur défaite contre la RFA, se qualifient pour la finale car les Allemands ont perdu contre la Hongrie et ont conservé le match nul concédé face à la Yougoslavie. Dans la petite finale, la Tchécoslovaquie a dominé la RFA 22 à 15 et remporte sa quatrième médaille consécutive. Vainqueur en finale de la Suède 25 à 22, la Roumanie conserve ainsi son titre.
La Suède accueille la 6e édition du championnat du monde en 1967. Seize équipes ont participé comme en 1964, mais le format a à nouveau été changé : si la première phase est identique (4 groupes de 4 équipes), un format coupe débute ensuite en quarts de finale. C'est ainsi que la Yougoslavie et la RFA, vainqueurs de leurs groupes respectifs, sont éliminées en quarts de finale respectivement face au Danemark (14-13) et à l'URSS (19-16), deuxième de son groupe derrière la Roumanie. Dans les deux autres quarts de finale, la Roumanie s'est difficilement imposée face à la Hongrie 20 à 19 et les hôtes suédois ont été nettement défaits par la Tchécoslovaquie 11 à 18. En demi-finale, la Tchécoslovaquie parvient enfin à écarter son chat noir en s'imposant 19 à 17 face à la Roumanie et retrouve en finale une surprenante équipe danoise, vainqueur de l'Union soviétique 17 à 12. La Roumanie sauve l'honneur en remportant après prolongations le match pour la troisième place contre l'URSS 21 à 19, tandis que la Tchécoslovaquie ne laisse pas passer l'occasion de remporter son premier titre pour sa troisième finale en battant le Danemark 14 à 11.

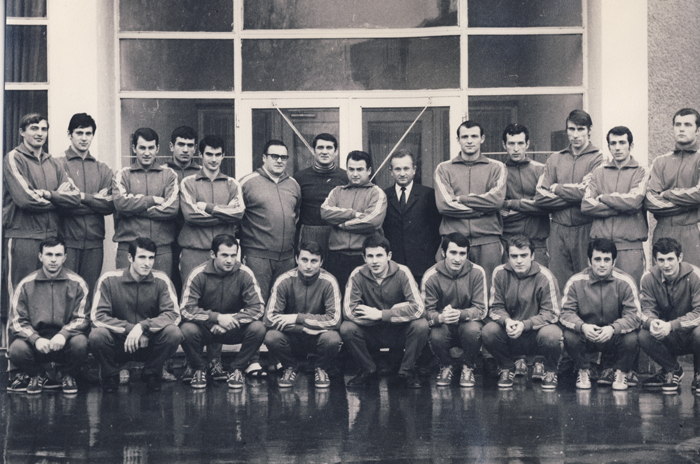
La Roumanie, championne du monde 1970.

Pour le championnat du monde 1970 qui a eu lieu en France, le mode tournoi est resté inchangé si ce n'est l'introduction d'une poule de classement pour les équipes classées troisième après le tour préliminaire, pour jouer les places 9 à 12. En quarts de finale, le Danemark s'est vengé face à la Tchécoslovaquie après la défaite subie lors de la finale de 1967 et a éliminé le tenant du titre 18 à 16. Dans le duel allemand, la RDA a battu la RFA 18 à 17 après prolongations tandis que la Roumanie et la Yougoslavie ont également atteint leur qualification en disposant respectivement de la Suède 15 à 13 et de la Hongrie 11 à 10.
En demi-finales, les matchs sont moins serrés puisque la RDA a éliminé la Yougoslavie 17 à 13 et la Roumanie a battu le Danemark 18 à 12. Si la Yougoslavie a surclassé les Danois 29 à 12 dans la petite finale, une finale palpitante et très disputée a opposé à Paris la Roumanie et la RDA puisque ce n'est qu'après la deuxième période de prolongation que les Roumains ont remporté le match (13 à 12) et donc retrouvé le titre qu'ils avaient perdu trois ans plus tôt.
En 1974, la 8e édition a lieu en République démocratique allemande. Comme quatre ans plus tôt, les équipes de Roumanie et de la Allemagne de l'Est se sont affrontées en finale et une nouvelle fois les Roumains l'ont emporté, s'adjugeant après 1961, 1964 et 1970 leur quatrième titre de champion du monde. Ni la Yougoslavie, championne olympique à Munich, ni l'URSS, ni la RDA, évoluant pourtant devant son public n'ont réussi à battre le champion sortant. La formule du tournoi a fait, qu'après un tour éliminatoire facile, les Roumains, opposés successivement au Danemark et à la Tchécoslovaquie lors du tour principal n'ont jamais été réellement sollicités avant la finale. Par contre, la RDA, dès le tour éliminatoire, dut s'employer contre l'URSS (15-15) et puiser dans ses réserves au tour principal pour battre la Yougoslavie (19-17) avant de jouer la finale. Le classement final fait apparaître une progression très sensible des pays du bloc de l'Est : 
- les 7 premières équipes viennent de l'Est. Seule la Bulgarie, placée dans une poule difficile, n'a pu accéder au tour principal ;
- le seul représentant des pays de l'Ouest dans les 8 premiers est le Danemark, classé 4e en 1970 à Paris. Encore faut-il noter qu'au tour éliminatoire, dans la poule A, figuraient également la République Fédérale Allemande et l'Islande : il était donc certain qu'au moins un pays de l'Ouest accéderait au tour final. On note par ailleurs un fléchissement très net des deux grands représentants des pays de l'Ouest : la République Fédérale Allemande et la Suède. Cette dernière ne doit sa 10e place qu'à une « victoire » sur la Roumanie. Si la logique sportive avait été respectée, c'est l'Espagne qui restait en course en poule de consolation et la Suède était purement et simplement éliminée ;
- malgré un jeu fondé sur la vivacité, le risque, le Japon, par manque relatif de gabarits, ne réussit pas à gravir des échelons supplémentaires dans la hiérarchie mondiale.

### De 1978 à 1990: l'alternance
Cette période a vu quatre vainqueurs différents sur les quatre éditions. La plus régulière a été l'Union soviétique, vainqueur en 1982 et finaliste en 1990. Seules deux autres nations ont atteint le podium à deux reprises : la Yougoslavie, vainqueur en 1986 et finaliste 4 ans plus tôt, et l'Allemagne de l'Est, troisième en 1978 et 1986.
Le championnat du monde 1978 est, pour la première fois, organisé par le Danemark. Cette 9e édition est remportée pour la première fois par l'Allemagne de l'Ouest, vainqueur en finale de l'Union soviétique, champion olympique en titre. L'Allemagne de l'Est complète le podium tandis que la Roumanie, double tenant du titre, ne termine qu'à la 7e place.
L'Allemagne de l'Ouest, hôte de la 10e édition en 1982, a donc une belle occasion pour défendre son titre. Si la compétition est un succès sportif puisqu'elle a été suivie par 160 000 spectateurs, les Ouest-Allemands loupent de peu le match pour la médaille de bronze et se classent finalement à la 7e place. Ce sont les Soviétiques qui obtiennent leur premier titre de champion du monde en ayant remporté leurs matchs contre les adversaires européens avec un écart moyen de neuf buts. Battue en finale 30 à 27, la Yougoslavie termine deuxième. Quant à la Pologne, elle remporte sa seconde médaille internationale, le bronze comme aux Jeux olympiques de 1976.
Plus bas dans le classement, la Tchécoslovaquie, médaillée lors des cinq premiers championnats du monde, confirme son déclin en étant relégué dans le championnat du monde B 1983. Enfin, les 4 dernières places sont occupées par les 4 nations non européennes : Cuba, Japon, Koweït et Algérie.
En 1986, les seize équipes se sont affrontés en Suisse. La compétition a été remportée par la Yougoslavie qui confirme que son titre olympique à Los Angeles n'était pas totalement usurpé malgré une opposition réduite due au boycott de nombreuses nations majeures. La Hongrie, battue 22 à 24 en finale, réalise à cette occasion son meilleur résultat en compétition internationale. Pour l'Allemagne de l'Est, la médaille de bronze est la quatrième médaille remportée au cours des cinq derniers championnats du monde. En revanche, le tenant du titre, l'URSS doit se contenter d'une très décevante 10e place après avoir été battue notamment par l'Espagne qui, avec une belle 5e place, termine pour la première dans le top 10 mondial.
Le championnat du monde 1990 en Tchécoslovaquie marque le début de l'âge d'or de la Suède : emmenée par Bengt Johansson et de nombreux joueurs exceptionnels tels Magnus Wislander, Magnus Andersson ou bientôt Stefan Lövgren, ce premier titre depuis les victoires en 1954 et 1958 sera suivi par de nombreux autres avec notamment quatre championnats d'Europe et trois médailles d'argent olympiques jusqu'en 2002. L'URSS, battue 23 à 27 en finale, confirme son titre olympique à Séoul. En revanche, les vice-champions olympiques Sud-Coréens subissent un dur retour à la réalité avec 6 défaites en 7 matchs et une modeste 12e place. Dans le match pour la médaille de bronze, la Yougoslavie, tenante du titre, s'incline face à la Roumanie dont il s'agit du dernier fait d'armes puisque cette équipe quadruple championne du monde ne parviendra ensuite plus à lutter pour les places sur le podium. Enfin, la France, emmenée par Jackson Richardson élu meilleur joueur de la compétition, termine à la 9e place, synonyme de qualification pour les Jeux olympiques de Barcelone.

### De 1993 à 2001: le triptyque Russie-Suède-France
Entre 1993 et 2001, le triptyque Russie-Suède-France domine la compétition puisque seule la Croatie s'est invitée une fois en finale tandis que la RF Yougoslavie a remporté deux médailles de bronze.

### De 2009 à 2017: la domination française et l'émergence nordique
Vainqueur de son premier titre olympique en 2008, la France entame en 2009 une domination qui la voit remporter quatre des cinq éditions jusqu'en 2017, l'Espagne s'immisçant en 2013 à domicile. Avec cinq couronnes mondiales, Thierry Omeyer est ainsi le joueur le plus titré. Parallèlement, les pays Nordiques se montrent performants mais ce n'est pas la Suède, quadruple championne du monde, qui retrouve la tête d'affiche, mais deux nouveaux pays qui émergent : le Danemark, finaliste en 2011 et 2013 puis vainqueur en 2019, et la Norvège, finaliste en 2017 et 2019. Entre-temps, le Qatar est devenu en 2015 la première équipe non-européenne à terminer sur le podium d'un championnat du monde.
Organisateur du championnat du monde 2009, la Croatie rêve de remporter son deuxième titre mondial 6 ans après sa victoire au Portugal. Et dans un premier temps, tout se déroule parfaitement puisque les Croates remportent tous ces matchs de poule dont une victoire sans enjeu face à la France, les deux équipes étant déjà qualifiées pour les demi-finales. Après avoir écarté respectivement la Pologne et le Danemark, la Croatie et la France se retrouvent pour la finale tant attendue. Dans une Arena Zagreb et ses 15 000 spectateurs acquis à la cause de l'équipe hôte, la France fait la différence dans les dix dernières minutes pour s'imposer 24 buts à 19, remportant ainsi son 3e titre de champion du monde. La Pologne complète le podium grâce à sa victoire 31 à 22 face au Danemark.

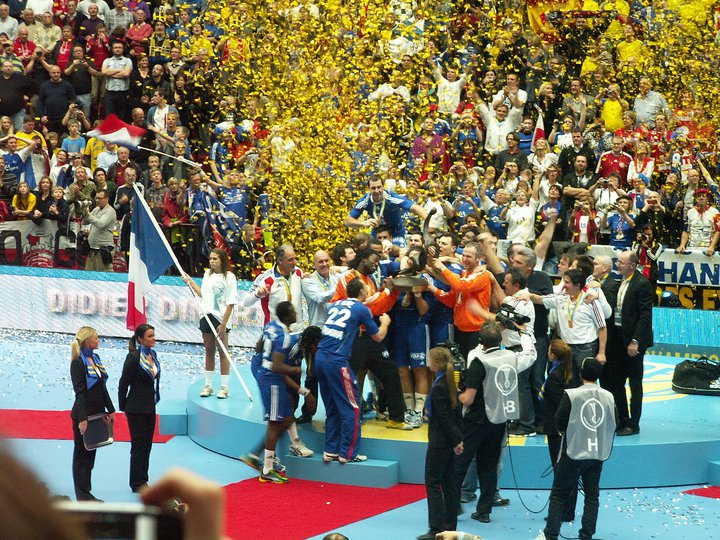
La France une nouvelle fois sur la plus haute marche du podium en 2011.

Lors du championnat du monde 2011 organisé en Suède, la France est tenue en échec par l'Espagne lors du dernier match du tour préliminaire (28-28) mais les deux équipes remportent tous leurs autres matchs et se qualifient pour les demi-finales. Dans l'autre poule du tour principal, la Croatie et la Pologne sont devancées par le Danemark et la Suède. En demi-finale, les Français affrontent les Suédois devant les 12 000 spectateurs de la Malmö Arena. Au terme d'un match maîtrisé, la France s'impose 29 à 26 et se qualifie pour sa deuxième finale mondiale consécutive où elle retrouve le Danemark qui a écarté l'Espagne 28 à 24. Dans une Malmö Arena de nouveau comble et acquise à la cause danoise — Malmö est à moins d'une heure de Copenhague —, les Danois, menés de 3 buts à la mi-temps (12-15), parviennent à égaliser à 31-31 à 3 secondes de la fin du temps réglementaire. En prolongation, le Danemark passe devant pour la première fois du match (33-32), mais la France passe ensuite un 4-1 pour s'imposer 37 à 35. La France devient ainsi la troisième équipe à gagner deux championnats du monde consécutivement après la Suède (1954-1958) et la Roumanie (1970-1974). Elle a également amélioré deux records en remportant quatre tournois internationaux consécutifs ainsi qu'en participant à sa huitième demi-finale d'affilée.

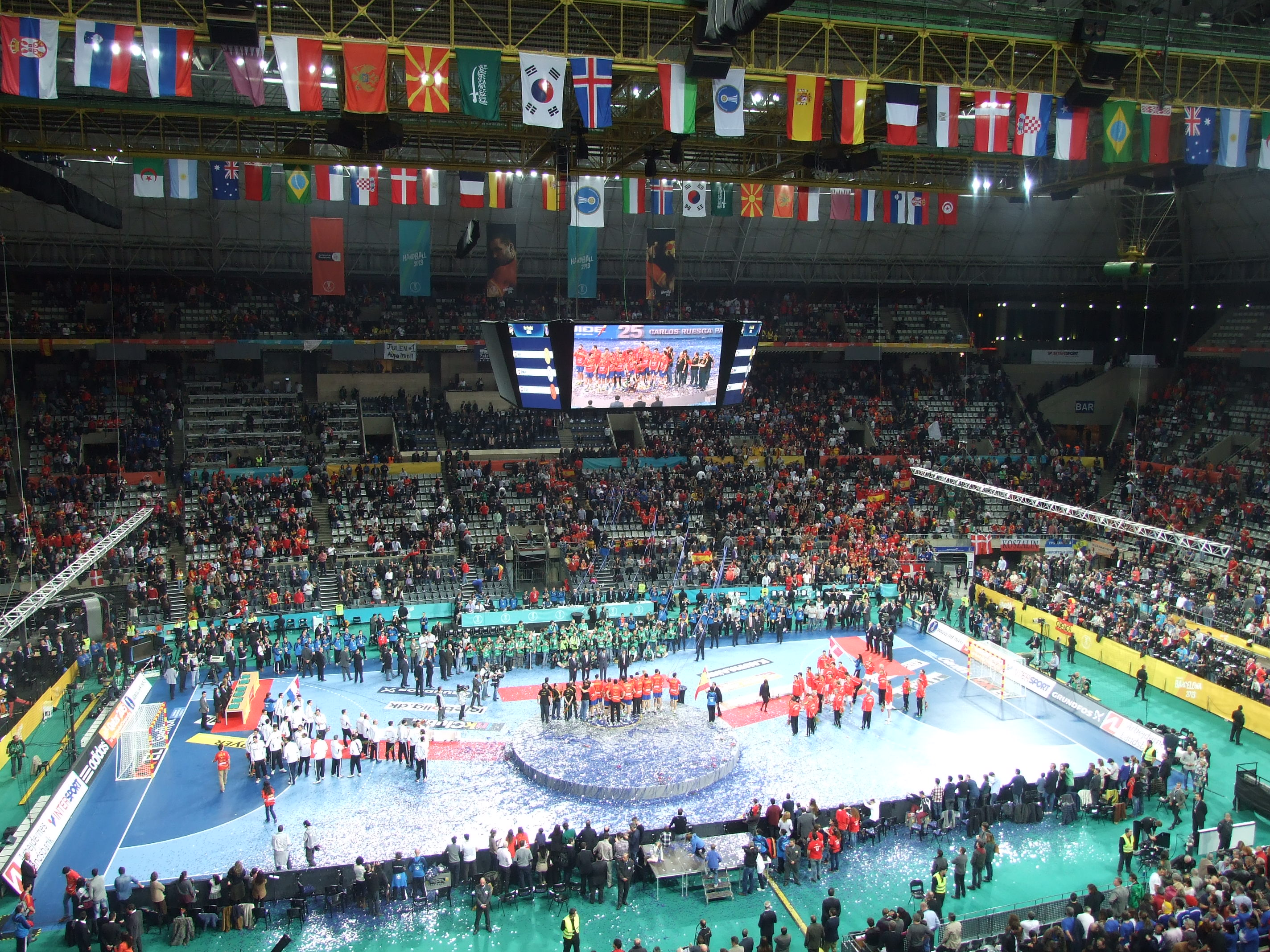
L'Espagne remporte son deuxième titre mondial en 2013.

Le championnat du monde 2013 en Espagne voit le retour d'un format qui n'avait plus court depuis 2001, à savoir un seul tour de matchs en groupe avant la phase finale à élimination directe à partir des huitièmes de finale. Cette nouvelle formule est fatale à la France qui est sèchement battue en quart de finale par la Croatie 30 à 23. Ces Croates seront néanmoins battus en demi-finale par les Danois 30 à 24 mais se rattraperont en battant la Slovénie dans le match pour la troisième place (31-26). À domicile, l'Espagne remporte le titre de champion du monde en infligeant une lourde défaite en finale au Danemark sur le score de 35 à 19.
Le championnat du monde 2015 au Qatar est un tournoi particulier tant sur le plan sportif (la France devient le pays le plus titré de l'histoire avec cinq victoires et le Qatar est la première équipe non-européenne à terminer sur le podium d'un championnat du monde) que sur le plan extra-sportif (controverses sur la qualification de l'Allemagne aux dépens de l'Australie, faible affluence dans les salles, forfaits du Bahreïn et des Émirats arabes unis pour raisons géopolitiques, naturalisation des joueurs du Qatar...). Hormis la surprise Qatarienne, les nations majeures sont présentes, même si la Croatie et le Danemark sont battus en quarts-de-finale par la Pologne et l'Espagne respectivement. À l'issue d'un match très engagé où les défenses des deux équipes prennent l'ascendant sur les attaques (seulement huit buts en seconde mi-temps pour chaque équipe), la France se défait 26 à 22 du tenant du titre espagnol et se qualifie pour la finale de la compétition. Après avoir écarté l'Allemagne en quart de finale 26 à 24, le Qatar s'impose sur le même écart face à la Pologne (31-29) et réussit l'exploit d'atteindre la finale de la compétition. Si les Français créent l'écart rapidement (13-7 à la 23e minute), le Qatar revient dans le match en début de seconde période mais reste tout le temps entre un et trois buts derrière la France qui s'impose finalement 25 à 22. Déjà championne olympique en 2012 et championne d'Europe en 2014, la France parvient par la même occasion à détenir pour la seconde fois tous les titres internationaux majeurs simultanément, ce qu'aucun autre pays n'est parvenu à accomplir dans l'histoire de ce sport. Dans le match pour la troisième place, une prolongation est nécessaire pour voir la Pologne s'imposer face à l'Espagne 29 à 28.

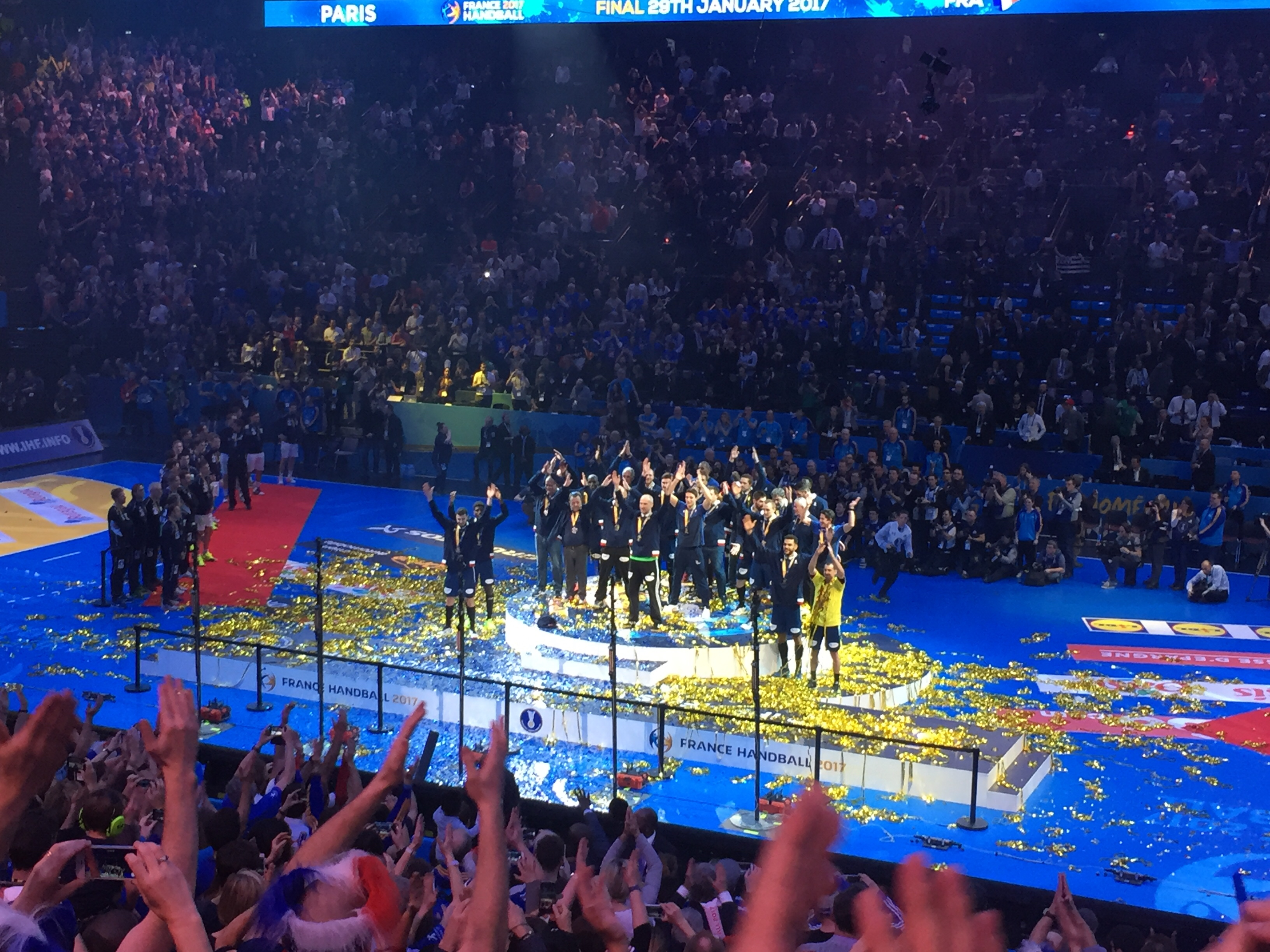
En 2017, la France remporte son sixième titre mondial.

En 2017, la France organise son troisième championnat du monde après 1970 et 2001. Après une phase de poule où l'élimination de la Pologne est le seul fait notable, la compétition démarre sérieusement au stade des huitièmes de finale et voit les éliminations surprises du Danemark, Championne olympique en titre, et de l'Allemagne, Championne d'Europe en titre. À domicile, l'équipe de France ne rate pas l'occasion de décrocher son sixième titre mondial et sa onzième victoire internationale sur une période de vingt-deux ans, cette fois sous la houlette du duo d'entraîneurs Didier Dinart et Guillaume Gille, devenus doubles champions du monde sur le terrain et sur le banc. En revanche, le podium mondial voit apparaître pour la première fois la Norvège et la Slovénie qui complètent le podium.

### Depuis 2019: le Danemark au premier plan
Pour la première fois, le championnat du monde 2019 est organisé par deux pays, le Danemark (deuxième fois) et l'Allemagne (sixième fois). Après trois défaites en finale (1967, 2011, 2013), le Danemark remporte son premier titre dans la compétition et devient la dixième équipe championne du monde. À domicile, les Danois, emmenés par un excellent Mikkel Hansen (meilleur joueur et meilleur buteur), se sont nettement imposés en finale 31 à 22 face à la Norvège. La France, également sèchement battue par le Danemark 38 à 30 en demi-finale, remporte la médaille de bronze aux dépens de l'autre co-organisateur, l'Allemagne. Pour la première fois depuis 2008, les Français ne possèdent donc plus aucun titre.
En championnat du monde 2021, le championnat du monde se tient en Égypte. Le pays hôte réalise une phase préliminaire convaincante avec deux victoires pour une défaite, terminant second de son groupe derrière la Suède, qui réalise un sans faute. La France et le Danemark sortent des phases préliminaire et du tour principal avec un bilan parfait de 5 victoires en 5 matchs. Lors du premier quart de finale, le Danemark rencontre l'Égypte dans un match qui s'avère bien plus équilibré qu'il ne le laissait penser. Avec un match nul à l'issue du temps réglementaire, ponctué par un carton rouge pour El Masry, le Danemark laisse échapper la victoire sur un carton rouge de Mikkel Hansen. Finalement, grâce à de nombreuses parades décisives de Niklas Landin en prolongation et lors de la séance de jets de sept mètre, le Danemark arrache sa qualification en demi-finale. Le quart de finale opposant la France et la Hongrie s'est également ponctué par un match nul. La France menant pourtant par +3 avec la possession à 3 minutes de la fin, le match se ponctue seulement en prolongation avec une victoire des Français 35-32 (30-30 à la fin du temps réglementaire).
Lors du championnat du monde 2023 en Suède et en Pologne, on retrouve les mêmes demi-finalistes que deux ans plus tôt, mais l'ordre n'est pas identique. Si le Danemark devient la première nation à remporter trois titres consécutifs et si l'Espagne conserve sa médaille de bronze, la Suède, à domicile, a cédé en demi-finale face à la France (qui décroche donc l'argent) et termine finalement au pied du podium. Symbole de la domination danoise, Mathias Gidsel est à la fois le meilleur buteur et le meilleur joueur de ce Mondial.
Le championnat du monde 2025, organisé en Norvège, en Croatie et au Danemark a vu le Danemark remporter son quatrième titre consécutif — performance inédite — en s'imposant en finale face à la Croatie. Les Danois ont survolé le tournoi, les Croates n'ayant pas pesé plus lourd que les Allemands (40-30 au tour principal), les Brésiliens (33-21 en quarts de finale) et les Portugais (40-27 en demi-finale). La France complète le podium aux dépens du Portugal : pour les Français, c'est la quinzième fois lors des dix-sept dernières éditions qu'elle termine parmi les quatre premiers alors qu'à l'opposé, les Portugais obtiennent à cette occasion le meilleur résultat de leur histoire. Comme deux ans plus tôt, le Danois Mathias Gidsel termine meilleur buteur et est élu meilleur joueur de la compétition.
La domination danoise est également illustrée par la série de 37 matchs sans défaite dans un Mondial, leur dernière défaite remontant au huitième de finale du championnat du monde 2017.

## Modalités de qualification
En octobre 2018, la Fédération internationale de handball (IHF) a décidé qu'à compter de l'édition 2021, 32 équipes au lieu 24 sont qualifiées pour les championnats du monde. Les nouvelles règles de qualification, dévoilées en mars 2019, sont, :
- 1 place pour le pays organisateur ;
- 1 place pour le tenant du titre ;
- en plus de 4 places attribuées pour l'Afrique, pour les Amériques (1 pour la zone Amérique du Nord et Caraïbes et 3 pour l'Amérique du Sud et l'Amérique Centrale), pour l'Asie et pour l'Europe, 12 places dites de « performance » sont offertes aux différents continents en fonction du classement (places 1 à 12) du Mondial précédent ;
- 0 ou 1 place pour l'Océanie, dans le cas où l'équipe de ce continent termine cinquième ou mieux au championnat d'Asie ;
- 1 ou 2 invitation(s) (Wild card), suivant le cas de l'Océanie.

Dans le but de garantir la qualité de la compétition, l’IHF se réserve toutefois le droit de revoir la distribution des places de base après chaque compétition.
À titre d'exemple, en conséquence du classement final du championnat du monde 2019, la distribution des 12 places « performance » pour le championnat du monde 2021 est la suivante :
- Afrique : 2 places (en plus des 4 places de bases) ;
- Amériques : 1 place (en plus des 4 places de bases) ;
- Asie : 0 place (en plus des 4 places de bases) ;
- Europe: 9 places (en plus des 4 places de bases).

## Palmarès

### Par édition
| Édition | Année | Nation(s) hôte(s)    |                          | Finale              | Finale               | Finale              |                     | Petite finale        | Petite finale       | Petite finale |
| Édition | Année | Nation(s) hôte(s)    | Champion                 | 0Score0             | Finaliste            | Troisième           | 0Score0             | Quatrième            |                     |               |
| ------- | ----- | -------------------- | ------------------------ | ------------------- | -------------------- | ------------------- | ------------------- | -------------------- | ------------------- | ------------- |
| 1re     | 1938  | Reich allemand       | Allemagne                | TTR                 | Autriche             | Suède               | TTR                 | Danemark             |                     |               |
| 2e      | 1954  | Suède                | Suède                    | 17 – 14             | Allemagne de l'Ouest | Tchécoslovaquie     | 24 – 11             | Suisse               |                     |               |
| 3e      | 1958  | Allemagne de l'Est   | Suède (2)                | 22 – 12             | Tchécoslovaquie      | Allemagne unifiée   | 16 – 13             | Danemark             |                     |               |
| 4e      | 1961  | Allemagne de l'Ouest | Roumanie                 | 9 – 8a2p            | Tchécoslovaquie      | Suède               | 17 – 14             | Allemagne unifiée    |                     |               |
| 5e      | 1964  | Tchécoslovaquie      | Roumanie (2)             | 25 – 22             | Suède                | Tchécoslovaquie     | 22 – 15             | Allemagne de l'Ouest |                     |               |
| 6e      | 1967  | Suède                | Tchécoslovaquie          | 14 – 11             | Danemark             | Roumanie            | 21 – 19ap           | Union soviétique     |                     |               |
| 7e      | 1970  | France               | Roumanie (3)             | 13 – 12a2p          | Allemagne de l'Est   | Yougoslavie         | 29 – 12             | Danemark             |                     |               |
| 8e      | 1974  | Allemagne de l'Est   | Roumanie (4)             | 14 – 12             | Allemagne de l'Est   | Yougoslavie         | 18 – 16             | Pologne              |                     |               |
| 9e      | 1978  | Danemark             | Allemagne de l'Ouest (2) | 20 – 19             | Union soviétique     | Allemagne de l'Est  | 19 – 15             | Danemark             |                     |               |
| 10e     | 1982  | Allemagne de l'Ouest | Union soviétique         | 30 – 27ap           | Yougoslavie          | Pologne             | 23 – 22             | Danemark             |                     |               |
| 11e     | 1986  | Suisse               | Yougoslavie              | 24 – 22             | Hongrie              | Allemagne de l'Est  | 24 – 23             | Suède                |                     |               |
| 12e     | 1990  | Tchécoslovaquie      | Suède (3)                | 27 – 23             | Union soviétique     | Roumanie            | 27 – 21             | Yougoslavie          |                     |               |
| 13e     | 1993  | Suède                | Russie (2)               | 28 – 19             | France               | Suède               | 26 – 19             | Suisse               |                     |               |
| 14e     | 1995  | Islande              | France                   | 23 – 19             | Croatie              | Suède               | 26 – 20             | Allemagne            |                     |               |
| 15e     | 1997  | Japon                | Russie (3)               | 23 – 21             | Suède                | France              | 28 – 27             | Hongrie              |                     |               |
| 16e     | 1999  | Égypte               | Suède (4)                | 25 – 24             | Russie               | RF Yougoslavie      | 27 – 24             | Espagne              |                     |               |
| 17e     | 2001  | France               | France (2)               | 28 – 25ap           | Suède                | RF Yougoslavie      | 27 – 17             | Égypte               |                     |               |
| 18e     | 2003  | Portugal             | Croatie                  | 34 – 31             | Allemagne            | France              | 27 – 22             | Espagne              |                     |               |
| 19e     | 2005  | Tunisie              | Espagne                  | 40 – 34             | Croatie              | France              | 26 – 25             | Tunisie              |                     |               |
| 20e     | 2007  | Allemagne            | Allemagne (3)            | 29 – 24             | Pologne              | Danemark            | 34 – 27             | France               |                     |               |
| 21e     | 2009  | Croatie              | France (3)               | 24 – 19             | Croatie              | Pologne             | 31 – 23             | Danemark             |                     |               |
| 22e     | 2011  | Suède                | France (4)               | 37 – 35ap           | Danemark             | Espagne             | 24 – 23             | Suède                |                     |               |
| 23e     | 2013  | Espagne              | Espagne (2)              | 35 – 19             | Danemark             | Croatie             | 31 – 26             | Slovénie             |                     |               |
| 24e     | 2015  | Qatar                | France (5)               | 25 – 22             | Qatar                | Pologne             | 29 – 28ap           | Espagne              |                     |               |
| 25e     | 2017  | France               | France (6)               | 33 – 26             | Norvège              | Slovénie            | 31 – 30             | Croatie              |                     |               |
| 26e     | 2019  | Danemark, Allemagne  | Danemark                 | 31 – 22             | Norvège              | France              | 26 – 25             | Allemagne            |                     |               |
| 27e     | 2021  | Égypte               | Danemark (2)             | 26 – 24             | Suède                | Espagne             | 35 – 29             | France               |                     |               |
| 28e     | 2023  | Pologne, Suède       | Danemark (3)             | 34 – 29             | France               | Espagne             | 39 – 36             | Suède                |                     |               |
| 29e     | 2025  | Norv., Croat., Dan.  | Danemark (4)             | 32 – 26             | Croatie              | France              | 35 – 34             | Portugal             |                     |               |
| 30e     | 2027  | Allemagne            | Compétition à venir      | Compétition à venir | Compétition à venir  | Compétition à venir | Compétition à venir | Compétition à venir  | Compétition à venir |               |
| 31e     | 2029  | France, Allemagne    | Compétition à venir      | Compétition à venir | Compétition à venir  | Compétition à venir | Compétition à venir | Compétition à venir  | Compétition à venir |               |
| 32e     | 2031  | Dan., Norv., Isl.    | Compétition à venir      | Compétition à venir | Compétition à venir  | Compétition à venir | Compétition à venir | Compétition à venir  | Compétition à venir |               |

### Tableau des médailles
| Rang  | Nation             | Victoires                              | Finalistes                 | Troisièmes places                | Total |
| ----- | ------------------ | -------------------------------------- | -------------------------- | -------------------------------- | ----- |
| 1     | France             | 0 · 1995, 2001, 2009, 2011, 2015, 2017 | 0 · 1993, 2023             | 0 · 1997, 2003, 2005, 2019, 2025 | 13    |
| 2     | Suède              | 0 · 1954, 1958, 1990, 1999             | 0 · 1964, 1997, 2001, 2021 | 0 · 1938, 1961, 1993, 1995       | 12    |
| 3     | Danemark           | 0 · 2019, 2021, 2023, 2025             | 0 · 1967, 2011, 2013       | · 2007                           | 8     |
| 4     | Roumanie (/)       | 0 · 1961, 1964, 1970, 1974             | -                          | 0 · 1967, 1990                   | 6     |
| 5     | Russie (/)         | 0 · 1982, 1993, 1997                   | 0 · 1978, 1990, 1999       | -                                | 6     |
| 6     | Allemagne (//)     | 0 · 1938, 1978, 2007                   | 0 · 1954, 2003             | · 1958                           | 6     |
| 7     | Espagne            | 0 · 2005, 2013                         | -                          | 0 · 2011, 2021,2023              | 5     |
| 8     | Croatie            | · 2003                                 | 0 · 1995, 2005, 2009, 2025 | · 2013                           | 6     |
| 9     | Rép. tchèque (/)   | · 1967                                 | 0 · 1958, 1961             | 0 · 1954, 1964                   | 5     |
| 10    | Serbie (//)        | · 1986                                 | · 1982                     | 0 · 1970, 1974, 1999, 2001       | 6     |
| 11    | Allemagne de l'Est | -                                      | 0 · 1970, 1974             | 0 · 1978, 1986                   | 4     |
| 12    | Norvège            | -                                      | 0 · 2017, 2019             | -                                | 2     |
| 13    | Pologne            | -                                      | · 2007                     | 0 · 1982, 2009, 2015             | 4     |
| 14    | Autriche           | -                                      | · 1938                     | -                                | 1     |
| 14    | Hongrie            | -                                      | · 1986                     | -                                | 1     |
| 14    | Qatar              | -                                      | · 2015                     | -                                | 1     |
| 17    | Slovénie           | -                                      | -                          | · 2017                           | 1     |
| Total | Total              | 29                                     | 29                         | 29                               | 87    |

### Bilan par nation
| Nation             | P.       | 38                             | 54                             | 58                             | 61                             | 64                             | 67                             | 70                             | 74                             | 78                             | 82                             | 86                             | 90                             | 93                            | 95                            | 97                            | 99                            | 01                            | 03                            | 05                            | 07                            | 09                            | 11                            | 13                            | 15                            | 17                            | 19                        | 21                        | 23                        | 25                        | Meilleur résultat |
| ------------------ | -------- | ------------------------------ | ------------------------------ | ------------------------------ | ------------------------------ | ------------------------------ | ------------------------------ | ------------------------------ | ------------------------------ | ------------------------------ | ------------------------------ | ------------------------------ | ------------------------------ | ----------------------------- | ----------------------------- | ----------------------------- | ----------------------------- | ----------------------------- | ----------------------------- | ----------------------------- | ----------------------------- | ----------------------------- | ----------------------------- | ----------------------------- | ----------------------------- | ----------------------------- | ------------------------- | ------------------------- | ------------------------- | ------------------------- | ----------------- |
| France             | 25       | -                              | 6                              | 9                              | 8                              | 14                             | 10                             | 12                             | -                              | 16                             | -                              | -                              | 9                              | Médaille d'argent, monde      | Médaille d'or, monde          | Médaille de bronze, monde     | 6                             | Médaille d'or, monde          | Médaille de bronze, monde     | Médaille de bronze, monde     | 4                             | Médaille d'or, monde          | Médaille d'or, monde          | 6                             | Médaille d'or, monde          | Médaille d'or, monde          | Médaille de bronze, monde | 4                         | Médaille d'argent, monde  | Médaille de bronze, monde | x6                |
| Suède              | 27       | Médaille de bronze, monde      | Médaille d'or, monde           | Médaille d'or, monde           | Médaille de bronze, monde      | Médaille d'argent, monde       | 5                              | 6                              | 10                             | 8                              | 11                             | 4                              | Médaille d'or, monde           | Médaille de bronze, monde     | Médaille de bronze, monde     | Médaille d'argent, monde      | Médaille d'or, monde          | Médaille d'argent, monde      | 13                            | 11                            | -                             | 7                             | 4                             | -                             | 10                            | 6                             | 5                         | Médaille d'argent, monde  | 4                         | 14                        | x4                |
| Danemark           | 26       | 4                              | 5                              | 4                              | 5                              | 7                              | Médaille d'argent, monde       | 4                              | 8                              | 4                              | 4                              | 8                              | -                              | 9                             | 19                            | -                             | 9                             | -                             | 9                             | 13                            | Médaille de bronze, monde     | 4                             | Médaille d'argent, monde      | Médaille d'argent, monde      | 5                             | 10                            | Médaille d'or, monde      | Médaille d'or, monde      | Médaille d'or, monde      | Médaille d'or, monde      | x4                |
| Roumanie           | 14       | -                              | -                              | 14                             | Médaille d'or, monde           | Médaille d'or, monde           | Médaille de bronze, monde      | Médaille d'or, monde           | Médaille d'or, monde           | 7                              | 5                              | 9                              | Médaille de bronze, monde      | 10                            | 10                            | -                             | -                             | -                             | -                             | -                             | -                             | 15                            | 19                            | -                             | -                             | -                             | -                         | -                         | -                         | -                         | x4                |
| Russie/*           | 22       | -                              | -                              | -                              | -                              | 5                              | 4                              | 9                              | 5                              | Médaille d'argent, monde       | Médaille d'or, monde           | 10                             | Médaille d'argent, monde       | Médaille d'or, monde          | 5                             | Médaille d'or, monde          | Médaille d'argent, monde      | 6                             | 5                             | 8                             | 6                             | 16                            | -                             | 7                             | 19                            | 12                            | 14                        | 14                        | disq.                     | exclue                    | x3                |
| Allemagne/*        | 27       | Médaille d'or, monde           | Médaille d'argent, monde       | **                             | 4**                            | 4                              | 6                              | 5                              | 9                              | Médaille d'or, monde           | 7                              | 7                              | -                              | 6                             | 4                             | -                             | 5                             | 8                             | Médaille d'argent, monde      | 9                             | Médaille d'or, monde          | 5                             | 11                            | 5                             | 7                             | 9                             | 4                         | 12                        | 5                         | 6                         | x3                |
| Espagne            | 23       | -                              | Qual                           | 12                             | -                              | -                              | -                              | -                              | 13                             | 10                             | 8                              | 5                              | 5                              | 5                             | 11                            | 7                             | 4                             | 5                             | 4                             | Médaille d'or, monde          | 7                             | 13                            | Médaille de bronze, monde     | Médaille d'or, monde          | 4                             | 5                             | 7                         | Médaille de bronze, monde | Médaille de bronze, monde | 18                        | x2                |
| Croatie            | 16       | membre de la Yougoslavie.      | membre de la Yougoslavie.      | membre de la Yougoslavie.      | membre de la Yougoslavie.      | membre de la Yougoslavie.      | membre de la Yougoslavie.      | membre de la Yougoslavie.      | membre de la Yougoslavie.      | membre de la Yougoslavie.      | membre de la Yougoslavie.      | membre de la Yougoslavie.      | membre de la Yougoslavie.      | -                             | Médaille d'argent, monde      | 13                            | 10                            | 9                             | Médaille d'or, monde          | Médaille d'argent, monde      | 5                             | Médaille d'argent, monde      | 5                             | Médaille de bronze, monde     | 6                             | 4                             | 6                         | 15                        | 9                         | Médaille d'argent, monde  | x1                |
| Tchéquie/*         | 19       | -                              | Médaille de bronze, monde      | Médaille d'argent, monde       | Médaille d'argent, monde       | Médaille de bronze, monde      | Médaille d'or, monde           | 7                              | 6                              | 11                             | 10                             | 13                             | 7                              | 7                             | 8                             | 11                            | -                             | 18                            | -                             | 10                            | 12                            | -                             | -                             | -                             | 17                            | -                             | -                         | forfait                   | -                         | 19                        | x1                |
| Serbie/*           | 20       | -                              | -                              | 8                              | 9                              | 6                              | 7                              | Médaille de bronze, monde      | Médaille de bronze, monde      | 5                              | Médaille d'argent, monde       | Médaille d'or, monde           | 4                              | exclue                        | exclue                        | 9                             | Médaille de bronze, monde     | Médaille de bronze, monde     | 8                             | 5                             | -                             | 8                             | 10                            | 10                            | -                             | -                             | 18                        | -                         | 11                        | -                         | x1                |
| Allemagne de l'Est | 8        | -                              | -                              | -**                            | -**                            | 10                             | 9                              | Médaille d'argent, monde       | Médaille d'argent, monde       | Médaille de bronze, monde      | 6                              | Médaille de bronze, monde      | 8                              | -                             | -                             | -                             | -                             | -                             | -                             | -                             | -                             | -                             | -                             | -                             | -                             | -                             | -                         | -                         | -                         | -                         | x2                |
| Norvège            | 18       | -                              | Qual                           | 6                              | 7                              | 11                             | 13                             | 12                             | -                              | -                              | -                              | -                              | -                              | 13                            | -                             | 12                            | 13                            | 14                            | -                             | 7                             | 13                            | 9                             | 9                             | -                             | -                             | Médaille d'argent, monde      | Médaille d'argent, monde  | 6                         | 6                         | 10                        | x2                |
| Pologne            | 18       | -                              | -                              | 5                              | -                              | -                              | 12                             | 14                             | 4                              | 6                              | Médaille de bronze, monde      | 14                             | 11                             | -                             | -                             | -                             | -                             | -                             | 10                            | -                             | Médaille d'argent, monde      | Médaille de bronze, monde     | 8                             | 9                             | Médaille de bronze, monde     | 17                            | -                         | 13                        | 15                        | 25                        | x1                |
| Hongrie            | 23       | -                              | Qual                           | 7                              | -                              | 8                              | 8                              | 8                              | 7                              | 9                              | 9                              | Médaille d'argent, monde       | 6                              | 11                            | 17                            | 4                             | 11                            | -                             | 6                             | -                             | 9                             | 6                             | 7                             | 8                             | -                             | 7                             | 10                        | 5                         | 8                         | 8                         | x1                |
| Qatar              | 10       | -                              | -                              | -                              | -                              | -                              | -                              | -                              | -                              | -                              | -                              | -                              | -                              | -                             | -                             | -                             | -                             | -                             | 16                            | 21                            | 23                            | -                             | -                             | 20                            | Médaille d'argent, monde      | 8                             | 13                        | 8                         | 22                        | 21                        | x1                |
| Autriche           | 8        | Médaille d'argent, monde       | Qual                           | 11                             | -                              | -                              | -                              | -                              | -                              | -                              | -                              | -                              | -                              | 14                            | -                             | -                             | -                             | -                             | -                             | -                             | -                             | -                             | 18                            | -                             | 13                            | -                             | 19                        | 26                        | -                         | 17                        | x1                |
| Slovénie           | 11       | membre de la Yougoslavie.      | membre de la Yougoslavie.      | membre de la Yougoslavie.      | membre de la Yougoslavie.      | membre de la Yougoslavie.      | membre de la Yougoslavie.      | membre de la Yougoslavie.      | membre de la Yougoslavie.      | membre de la Yougoslavie.      | membre de la Yougoslavie.      | membre de la Yougoslavie.      | membre de la Yougoslavie.      | -                             | 18                            | -                             | -                             | 17                            | 11                            | 12                            | 10                            | -                             | -                             | 4                             | 8                             | Médaille de bronze, monde     | -                         | 9                         | 10                        | 13                        | x1                |
| Suisse             | 12       | -                              | 4                              | -                              | 10                             | 12                             | 14                             | 15                             | -                              | -                              | 12                             | 11                             | 13                             | 4                             | 7                             | -                             | -                             | -                             | -                             | -                             | -                             | -                             | -                             | -                             | -                             | -                             | -                         | 16                        | -                         | 11                        | 4 x2              |
| Égypte             | 18       | -                              | -                              | -                              | -                              | 15                             | -                              | -                              | -                              | -                              | -                              | -                              | -                              | 12                            | 6                             | 6                             | 7                             | 4                             | 15                            | 14                            | 17                            | 14                            | 14                            | 16                            | 15                            | 13                            | 8                         | 7                         | 7                         | 5                         | 4 x1              |
| Tunisie            | 17       | -                              | -                              | -                              | -                              | -                              | 15                             | -                              | -                              | -                              | -                              | -                              | -                              | -                             | 15                            | 16                            | 12                            | 10                            | 14                            | 4                             | 11                            | 17                            | 20                            | 11                            | 14                            | 19                            | 12                        | 25                        | 25                        | 22                        | 4 x1              |
| Portugal           | 6        | -                              | -                              | -                              | -                              | -                              | -                              | -                              | -                              | -                              | -                              | -                              | -                              | -                             | -                             | 19                            | -                             | 16                            | 12                            | -                             | -                             | -                             | -                             | -                             | -                             | -                             | -                         | 10                        | 13                        | 4                         | 4 x1              |
| Islande            | 23       | -                              | -                              | 10                             | 6                              | 9                              | -                              | 11                             | 14                             | 13                             | -                              | 6                              | 10                             | 8                             | 14                            | 5                             | -                             | 11                            | 7                             | 15                            | 8                             | -                             | 6                             | 12                            | 11                            | 14                            | 11                        | 20                        | 12                        | 9                         | 5 x1              |
| Grèce              | 1        | -                              | -                              | -                              | -                              | -                              | -                              | -                              | -                              | -                              | -                              | -                              | -                              | -                             | -                             | -                             | -                             | -                             | -                             | 6                             | -                             | -                             | -                             | -                             | -                             | -                             | -                         | -                         | -                         | -                         | 6 x1              |
| Brésil             | 17       | -                              | -                              | 15                             | forfait                        | -                              | -                              | -                              | -                              | -                              | -                              | -                              | -                              | -                             | 24                            | 24                            | 16                            | 19                            | 22                            | 19                            | 19                            | 21                            | 21                            | 13                            | 16                            | 16                            | 9                         | 18                        | 17                        | 7                         | 7 x1              |
| Ukraine            | 2        | membre de l' Union soviétique. | membre de l' Union soviétique. | membre de l' Union soviétique. | membre de l' Union soviétique. | membre de l' Union soviétique. | membre de l' Union soviétique. | membre de l' Union soviétique. | membre de l' Union soviétique. | membre de l' Union soviétique. | membre de l' Union soviétique. | membre de l' Union soviétique. | membre de l' Union soviétique. | -                             | -                             | -                             | -                             | 7                             | -                             | -                             | 14                            | -                             | -                             | -                             | -                             | -                             | -                         | -                         | -                         | -                         | 7 x1              |
| Cuba               | 8        | -                              | -                              | -                              | -                              | -                              | -                              | -                              | -                              | -                              | 13                             | 15                             | 14                             | -                             | 13                            | 14                            | 8                             | -                             | -                             | -                             | -                             | 20                            | -                             | -                             | -                             | -                             | -                         | -                         | -                         | 32                        | 8 x2              |
| Corée du Sud       | 13       | -                              | -                              | -                              | -                              | -                              | -                              | -                              | -                              | -                              | -                              | 12                             | 12                             | 15                            | 12                            | 8                             | 14                            | 12                            | -                             | -                             | 15                            | 12                            | 13                            | 21                            | -                             | -                             | -                         | 31                        | 28                        | -                         | 8 x1              |
| Biélorussie        | 5        | membre de l' Union soviétique. | membre de l' Union soviétique. | membre de l' Union soviétique. | membre de l' Union soviétique. | membre de l' Union soviétique. | membre de l' Union soviétique. | membre de l' Union soviétique. | membre de l' Union soviétique. | membre de l' Union soviétique. | membre de l' Union soviétique. | membre de l' Union soviétique. | membre de l' Union soviétique. | -                             | 9                             | -                             | -                             | -                             | -                             | -                             | -                             | -                             | -                             | 15                            | 18                            | 11                            | -                         | 17                        | -                         | -                         | 9 x1              |
| Macédoine          | 9        | membre de la Yougoslavie.      | membre de la Yougoslavie.      | membre de la Yougoslavie.      | membre de la Yougoslavie.      | membre de la Yougoslavie.      | membre de la Yougoslavie.      | membre de la Yougoslavie.      | membre de la Yougoslavie.      | membre de la Yougoslavie.      | membre de la Yougoslavie.      | membre de la Yougoslavie.      | membre de la Yougoslavie.      | -                             | -                             | -                             | 18                            | -                             | -                             | -                             | -                             | 11                            | -                             | 14                            | 9                             | 15                            | 15                        | 23                        | 27                        | 15                        | 9 x1              |
| Japon              | 16       | -                              | -                              | -                              | 12                             | 13                             | 11                             | 10                             | 12                             | 12                             | 14                             | -                              | 15                             | -                             | 23                            | 15                            | -                             | -                             | -                             | 16                            | -                             | -                             | 16                            | -                             | -                             | 22                            | 24                        | 19                        | -                         | 28                        | 10 x1             |
| Slovaquie          | 2        | membre de la Tchécoslovaquie.  | membre de la Tchécoslovaquie.  | membre de la Tchécoslovaquie.  | membre de la Tchécoslovaquie.  | membre de la Tchécoslovaquie.  | membre de la Tchécoslovaquie.  | membre de la Tchécoslovaquie.  | membre de la Tchécoslovaquie.  | membre de la Tchécoslovaquie.  | membre de la Tchécoslovaquie.  | membre de la Tchécoslovaquie.  | membre de la Tchécoslovaquie.  | -                             | -                             | -                             | -                             | -                             | -                             | -                             | -                             | 10                            | 17                            | -                             | -                             | -                             | -                         | -                         | -                         | -                         | 10 x1             |
| Lituanie           | 1        | membre de l' Union soviétique. | membre de l' Union soviétique. | membre de l' Union soviétique. | membre de l' Union soviétique. | membre de l' Union soviétique. | membre de l' Union soviétique. | membre de l' Union soviétique. | membre de l' Union soviétique. | membre de l' Union soviétique. | membre de l' Union soviétique. | membre de l' Union soviétique. | membre de l' Union soviétique. | -                             | -                             | 10                            | -                             | -                             | -                             | -                             | -                             | -                             | -                             | -                             | -                             | -                             | -                         | -                         | -                         | -                         | 10 x1             |
| Argentine          | 15       | -                              | -                              | -                              | -                              | -                              | -                              | -                              | -                              | -                              | -                              | -                              | -                              | -                             | -                             | 22                            | 21                            | 15                            | 17                            | 18                            | 16                            | 18                            | 12                            | 18                            | 12                            | 18                            | 17                        | 11                        | 19                        | 20                        | 11 x1             |
| Pays-Bas           | 3        | -                              | -                              | -                              | 11                             | -                              | -                              | -                              | -                              | -                              | -                              | -                              | -                              | -                             | -                             | -                             | -                             | -                             | -                             | -                             | -                             | -                             | -                             | -                             | -                             | -                             | -                         | -                         | 14                        | 12                        | 11 x1             |
| Bulgarie           | 2        | -                              | -                              | -                              | -                              | -                              | -                              | -                              | 11                             | 14                             | -                              | -                              | -                              | -                             | -                             | -                             | -                             | -                             | -                             | -                             | -                             | -                             | -                             | -                             | -                             | -                             | -                         | -                         | -                         | -                         | 11 x1             |
| Algérie            | 17       | membre de la                   | membre de la                   | membre de la                   | -                              | -                              | -                              | -                              | 15                             | -                              | 16                             | 16                             | 16                             | -                             | 16                            | 17                            | 15                            | 13                            | 18                            | 17                            | -                             | 19                            | 15                            | 17                            | 24                            | -                             | -                         | 22                        | 31                        | 30                        | 13 x1             |
| Finlande           | 1        | -                              | Qual                           | 13                             | -                              | -                              | -                              | -                              | -                              | -                              | -                              | -                              | -                              | -                             | -                             | -                             | -                             | -                             | -                             | -                             | -                             | -                             | -                             | -                             | -                             | -                             | -                         | -                         | -                         | -                         | 13 x1             |
| Canada             | 3        | -                              | -                              | -                              | -                              | -                              | 16                             | -                              | -                              | 15                             | -                              | -                              | -                              | -                             | -                             | -                             | -                             | -                             | -                             | 23                            | -                             | -                             | -                             | -                             | -                             | -                             | -                         | -                         | -                         | -                         | 15 x1             |
| Koweït             | 9        | -                              | -                              | -                              | -                              | -                              | -                              | -                              | -                              | -                              | 15                             | -                              | -                              | -                             | 20                            | -                             | 19                            | 23                            | 20                            | 22                            | 18                            | 22                            | -                             | -                             | -                             | -                             | -                         | -                         | -                         | 27                        | 15 x1             |
| États-Unis         | 8        | -                              | -                              | -                              | -                              | 16                             | -                              | 16                             | 16                             | -                              | -                              | -                              | -                              | 16                            | 21                            | -                             | -                             | 24                            | -                             | -                             | -                             | -                             | -                             | -                             | -                             | -                             | -                         | forfait                   | 20                        | 26                        | 16 x4             |
| Italie             | 2        | -                              | -                              | -                              | -                              | -                              | -                              | -                              | -                              | -                              | -                              | -                              | -                              | -                             | -                             | 18                            | -                             | -                             | -                             | -                             | -                             | -                             | -                             | -                             | -                             | -                             | -                         | -                         | -                         | 16                        | 16 x1             |
| Bahreïn            | 6        | -                              | -                              | -                              | -                              | -                              | -                              | -                              | -                              | -                              | -                              | -                              | -                              | -                             | -                             | -                             | -                             | -                             | -                             | -                             | -                             | -                             | 23                            | -                             | forfait                       | 23                            | 20                        | 21                        | 16                        | 29                        | 16 x1             |
| Chili              | 8        | -                              | -                              | -                              | -                              | -                              | -                              | -                              | -                              | -                              | -                              | -                              | -                              | -                             | -                             | -                             | -                             | -                             | -                             | -                             | -                             | -                             | 22                            | 23                            | 23                            | 21                            | 16                        | 27                        | 26                        | 24                        | 16 x1             |
| Luxembourg         | 1        | -                              | -                              | 16                             | -                              | -                              | -                              | -                              | -                              | -                              | -                              | -                              | -                              | -                             | -                             | -                             | -                             | -                             | -                             | -                             | -                             | -                             | -                             | -                             | -                             | -                             | -                         | -                         | -                         | -                         | 16 x1             |
| Maroc              | 7        | membre de la                   | membre de la                   | membre de la                   | -                              | -                              | -                              | -                              | -                              | -                              | -                              | -                              | -                              | -                             | 22                            | 23                            | 17                            | 22                            | 23                            | -                             | 20                            | -                             | -                             | -                             | -                             | -                             | -                         | 29                        | 30                        | -                         | 17 x1             |
| Monténégro         | 2        | membre de la Yougoslavie.      | membre de la Yougoslavie.      | membre de la Yougoslavie.      | membre de la Yougoslavie.      | membre de la Yougoslavie.      | membre de la Yougoslavie.      | membre de la Yougoslavie.      | membre de la Yougoslavie.      | membre de la Yougoslavie.      | membre de la Yougoslavie.      | membre de la Yougoslavie.      | membre de la Yougoslavie.      | -                             | -                             | -                             | -                             | -                             | -                             | -                             | -                             | -                             | -                             | 22                            | -                             | -                             | -                         | -                         | 18                        | -                         | 18 x1             |
| Arabie saoudite    | 10       | -                              | -                              | -                              | -                              | -                              | -                              | -                              | -                              | -                              | -                              | -                              | -                              | -                             | -                             | 21                            | 22                            | 21                            | 19                            | -                             | -                             | 23                            | -                             | 19                            | 22                            | 20                            | 21                        | -                         | 29                        | -                         | 19 x2             |
| Chine              | 2        | -                              | -                              | -                              | -                              | -                              | -                              | -                              | -                              | -                              | -                              | -                              | -                              | -                             | -                             | 20                            | 20                            | -                             | -                             | -                             | -                             | -                             | -                             | -                             | -                             | -                             | -                         | -                         | -                         | -                         | 20 x2             |
| Angola             | 5        | -                              | -                              | -                              | -                              | -                              | -                              | -                              | -                              | -                              | -                              | -                              | -                              | -                             | -                             | -                             | -                             | -                             | -                             | 20                            | 21                            | -                             | -                             | -                             | -                             | 24                            | 23                        | 30                        | -                         | -                         | 20 x1             |
| Groenland          | 3        | non membre de l'IHF            | non membre de l'IHF            | non membre de l'IHF            | non membre de l'IHF            | non membre de l'IHF            | non membre de l'IHF            | non membre de l'IHF            | non membre de l'IHF            | -                              | -                              | -                              | -                              | -                             | -                             | -                             | -                             | 20                            | 24                            | -                             | 22                            | -                             | -                             | -                             | -                             | -                             | -                         | -                         | -                         | -                         | 20 x1             |
| Bosnie-Herzégovine | 1        | membre de la Yougoslavie.      | membre de la Yougoslavie.      | membre de la Yougoslavie.      | membre de la Yougoslavie.      | membre de la Yougoslavie.      | membre de la Yougoslavie.      | membre de la Yougoslavie.      | membre de la Yougoslavie.      | membre de la Yougoslavie.      | membre de la Yougoslavie.      | membre de la Yougoslavie.      | membre de la Yougoslavie.      | -                             | -                             | -                             | -                             | -                             | -                             | -                             | -                             | -                             | -                             | -                             | 20                            | -                             | -                         | -                         | -                         | -                         | 20 x1             |
| Australie          | 7        | -                              | -                              | -                              | -                              | -                              | -                              | -                              | -                              | -                              | -                              | -                              | -                              | -                             | -                             | -                             | 23                            | -                             | 21                            | 24                            | 24                            | 24                            | 24                            | 24                            | exclue                        | -                             | -                         | -                         | -                         | -                         | 21 x1             |
| Iran               | 2        | non membre de l'IHF            | non membre de l'IHF            | non membre de l'IHF            | non membre de l'IHF            | non membre de l'IHF            | non membre de l'IHF            | non membre de l'IHF            | non membre de l'IHF            | non membre de l'IHF            | -                              | -                              | -                              | -                             | -                             | -                             | -                             | -                             | -                             | -                             | -                             | -                             | -                             | -                             | 21                            | -                             | -                         | -                         | 24                        | -                         | 21 x1             |
| Belgique           | 1        | -                              | -                              | -                              | -                              | -                              | -                              | -                              | -                              | -                              | -                              | -                              | -                              | -                             | -                             | -                             | -                             | -                             | -                             | -                             | -                             | -                             | -                             | -                             | -                             | -                             | -                         | -                         | 21                        | -                         | 21 x1             |
| Corée unifiée      | 1        | initiative non mise en place.  | initiative non mise en place.  | initiative non mise en place.  | initiative non mise en place.  | initiative non mise en place.  | initiative non mise en place.  | initiative non mise en place.  | initiative non mise en place.  | initiative non mise en place.  | initiative non mise en place.  | initiative non mise en place.  | initiative non mise en place.  | initiative non mise en place. | initiative non mise en place. | initiative non mise en place. | initiative non mise en place. | initiative non mise en place. | initiative non mise en place. | initiative non mise en place. | initiative non mise en place. | initiative non mise en place. | initiative non mise en place. | initiative non mise en place. | initiative non mise en place. | initiative non mise en place. | 22                        | idem.                     | idem.                     | idem.                     | 22 x1             |
| Cap-Vert           | 3        | -                              | -                              | -                              | -                              | -                              | -                              | -                              | -                              | -                              | -                              | -                              | -                              | -                             | -                             | -                             | -                             | -                             | -                             | -                             | -                             | -                             | -                             | -                             | -                             | -                             | -                         | 32                        | 23                        | 23                        | 23 x2             |
| Nigeria            | 1        | membre du                      | membre du                      | membre du                      | -                              | -                              | -                              | -                              | -                              | -                              | -                              | -                              | -                              | -                             | -                             | -                             | 23                            | -                             | -                             | -                             | -                             | -                             | -                             | -                             | -                             | -                             | -                         | -                         | -                         | -                         | 23 x1             |
| Uruguay            | 2        | -                              | -                              | -                              | -                              | -                              | -                              | -                              | -                              | -                              | -                              | -                              | -                              | -                             | -                             | -                             | -                             | -                             | -                             | -                             | -                             | -                             | -                             | -                             | -                             | -                             | -                         | 24                        | 32                        | -                         | 24 x1             |
| RD Congo           | 1        | membre de la                   | membre de la                   | membre de la                   | -                              | -                              | -                              | -                              | -                              | -                              | -                              | -                              | -                              | -                             | -                             | -                             | -                             | -                             | -                             | -                             | -                             | -                             | -                             | -                             | -                             | -                             | -                         | 28                        | -                         | -                         | 28 x1             |
| Guinée             | 1        | membre de la                   | membre de la                   | membre de la                   | -                              | -                              | -                              | -                              | -                              | -                              | -                              | -                              | -                              | -                             | -                             | -                             | -                             | -                             | -                             | -                             | -                             | -                             | -                             | -                             | -                             | -                             | -                         | -                         | -                         | 31                        | 31 x1             |
| Participants       | 58       | 4                              | 6                              | 16                             | 12                             | 16                             | 16                             | 16                             | 16                             | 16                             | 16                             | 16                             | 16                             | 16                            | 24                            | 24                            | 24                            | 24                            | 24                            | 24                            | 24                            | 24                            | 24                            | 24                            | 24                            | 24                            | 24                        | 32                        | 32                        | 32                        | Meilleur résultat |
| Éditions           | Éditions | 38                             | 54                             | 58                             | 61                             | 64                             | 67                             | 70                             | 74                             | 78                             | 82                             | 86                             | 90                             | 93                            | 95                            | 97                            | 99                            | 01                            | 03                            | 05                            | 07                            | 09                            | 11                            | 13                            | 15                            | 17                            | 19                        | 21                        | 23                        | 25                        | Meilleur résultat |

Légende : 00 : Pays hôte – Q : Pays qualifié pour la prochaine édition.
Notes
- les équipes sont classées selon leur meilleur résultat. En cas d'égalité est favorisé le nombre de fois où le meilleur résultat est obtenu, puis idem avec les meilleurs résultats suivants.
- l'Allemagne a conservé le palmarès et les points acquis par l'Allemagne de l'Ouest (jusqu'en 1990) ; la Russie a conservé le palmarès et les points acquis par l'URSS (jusqu'en 1990) ; la Serbie a conservé le palmarès et les points acquis par la RF Yougoslavie (1994-2003) et la Serbie-et-Monténégro (2003-2006) ; la Tchéquie a conservé le palmarès et les points acquis par la Tchécoslovaquie (jusqu'en 1990) ;
- lors des championnats du monde 1958 et 1961, les joueurs de l'Allemagne de l'Ouest et de l'Est évoluaient ensemble en tant qu' équipe unifiée d'Allemagne.

### Bilan par joueur
Dix-sept joueurs ont été champions du monde à au moins trois reprises, le Français Thierry Omeyer étant le plus titré avec cinq couronnes mondiales entre 2001 et 2017 :
| Titres | Joueur                 | Nationalité | Éditions                     |
| ------ | ---------------------- | ----------- | ---------------------------- |
| 5      | Thierry Omeyer         | France      | 2001, 2009, 2011, 2015, 2017 |
| 4      | Jérôme Fernandez       | France      | 2001, 2009, 2011, 2015       |
| 4      | Daniel Narcisse        | France      | 2001, 2009, 2015, 2017       |
| 4      | Michaël Guigou         | France      | 2009, 2011, 2015, 2017       |
| 4      | Nikola Karabatic       | France      | 2009, 2011, 2015, 2017       |
| 4      | Cédric Sorhaindo       | France      | 2009, 2011, 2015, 2017       |
| 4      | Simon Hald             | Danemark    | 2019, 2021, 2023, 2025       |
| 4      | Jóhan Hansen           | Danemark    | 2019, 2021, 2023, 2025       |
| 4      | Magnus Landin Jacobsen | Danemark    | 2019, 2021, 2023, 2025       |
| 4      | Mads Mensah Larsen     | Danemark    | 2019, 2021, 2023, 2025       |
| 3      | Cornel Oțelea          | Roumanie    | 1961, 1964, 1970             |
| 3      | Didier Dinart          | France      | 2001, 2009, 2011             |
| 3      | Luc Abalo              | France      | 2009, 2011, 2017             |
| 3      | William Accambray      | France      | 2011, 2015, 2017             |
| 3      | Xavier Barachet        | France      | 2009, 2011, 2015             |
| 3      | Niklas Landin Jacobsen | Danemark    | 2019, 2021, 2023             |
| 3      | Mikkel Hansen          | Danemark    | 2019, 2021, 2023             |
| 3      | Henrik Møllgaard       | Danemark    | 2019, 2021, 2023             |
| 3      | ... (à compléter)      | Danemark    | 2021, 2023, 2025             |

En termes de participations, l'Argentin Gonzalo Carou détient le record avec onze championnats du monde entre 2001 et 2021,.

## Statistiques et récompenses

### Pays hôtes
| Nombre | Pays hôte       | Édition(s)                                       |
| ------ | --------------- | ------------------------------------------------ |
| 7 (+1) | Allemagne (//)  | 1938, 1958, 1961, 1974, 1982, 2007, 2019, (2027) |
| 5      | Suède           | 1954, 1967, 1993, 2011, 2023                     |
| 3      | France          | 1970, 2001, 2017                                 |
| 2      | Tchécoslovaquie | 1964, 1990                                       |
| 3      | Danemark        | 1978, 2019, 2025                                 |
| 2      | Égypte          | 1999, 2021                                       |
| 1      | Suisse          | 1986                                             |
| 1      | Islande         | 1995                                             |
| 1      | Japon           | 1997                                             |
| 1      | Portugal        | 2003                                             |
| 1      | Tunisie         | 2005                                             |
| 2      | Croatie         | 2009, 2025                                       |
| 1      | Espagne         | 2013                                             |
| 1      | Qatar           | 2015                                             |
| 1      | Pologne         | 2023                                             |
| 1      | Norvège         | 2025                                             |

### Statistiques des pays vainqueurs
Les statistiques des pays vainqueurs de 1938 à 2023 sont :
| Équipe           | Participations | Participations | Participations | Participations | Participations | Matchs | Matchs | Matchs | Matchs | Matchs | Matchs | Matchs |
| Équipe           | Nb             | Titres         | %              | Top 4          | %              | MJ     | V      | %      | N      | %      | D      | %      |
| ---------------- | -------------- | -------------- | -------------- | -------------- | -------------- | ------ | ------ | ------ | ------ | ------ | ------ | ------ |
| Allemagne        | 19             | 2              | 10,5 %         | 8              | 42,1 %         | 145    | 99     | 68,3 % | 11     | 7,6 %  | 35     | 24,1 % |
| Croatie          | 15             | 1              | 6,7 %          | 6              | 40,0 %         | 123    | 89     | 72,4 % | 6      | 4,9 %  | 28     | 22,8 % |
| Danemark         | 25             | 3              | 12,0 %         | 13             | 52,0 %         | 174    | 115    | 66,1 % | 8      | 4,6 %  | 51     | 29,3 % |
| Espagne          | 22             | 2              | 9,1 %          | 8              | 36,4 %         | 164    | 114    | 69,5 % | 8      | 4,9 %  | 42     | 25,6 % |
| France           | 24             | 6              | 25,0 %         | 14             | 58,3 %         | 178    | 121    | 68,0 % | 6      | 3,4 %  | 51     | 28,7 % |
| Roumanie         | 14             | 4              | 28,6 %         | 6              | 42,9 %         | 83     | 51     | 61,4 % | 4      | 4,8 %  | 28     | 33,7 % |
| Russie           | 14             | 2              | 14,3 %         | 3              | 21,4 %         | 113    | 69     | 61,1 % | 9      | 8,0 %  | 35     | 31,0 % |
| Suède            | 26             | 4              | 15,4 %         | 15             | 57,7 %         | 187    | 129    | 69,0 % | 6      | 3,2 %  | 52     | 27,8 % |
| Tchécoslovaquie  | 12             | 1              | 8,3 %          | 5              | 41,7 %         | 72     | 41     | 56,9 % | 7      | 9,7 %  | 24     | 33,3 % |
| Union soviétique | 8              | 1              | 12,5 %         | 4              | 50,0 %         | 51     | 35     | 68,6 % | 2      | 3,9 %  | 14     | 27,5 % |
| Yougoslavie      | 10             | 1              | 10,0 %         | 5              | 50,0 %         | 92     | 57     | 62,0 % | 7      | 7,6 %  | 28     | 30,4 % |

### Meilleurs joueurs et meilleurs buteurs par tournoi
Le tableau ci-dessous recense les meilleurs joueurs (depuis 1990) et les meilleurs buteurs des différents championnats du monde entre 1954 et 2025 :
| Édition | Meilleur joueur                         | Équipe       | Meilleur buteur         | Équipe                 | Buts                   |
| ------- | --------------------------------------- | ------------ | ----------------------- | ---------------------- | ---------------------- |
| 1938    | —                                       | —            | Yngve Lamberg           | Suède                  | 6                      |
| 1938    | —                                       | —            | Hans Theilig            | Reich allemand         | 6                      |
| 1954    | —                                       | —            | Otto Maychrzak (de)     | Allemagne de l'Ouest   | 16                     |
| 1958    | —                                       | —            | Mogens Olsen            | Danemark               | 46                     |
| 1961    | —                                       | —            | Zdeněk Rada             | Tchécoslovaquie        | 24                     |
| 1961    | —                                       | —            | Petre Ivănescu          | Roumanie               | 24                     |
| 1964    | —                                       | —            | incertain, cf. article  | incertain, cf. article | incertain, cf. article |
| 1967    | —                                       | —            | Herbert Lübking         | Allemagne de l'Ouest   | 38                     |
| 1970    | —                                       | —            | Vladimir Maksimov       | Union soviétique       | 31                     |
| 1974    | —                                       | —            | Ștefan Birtalan         | Roumanie (3)           | 43                     |
| 1978    | —                                       | —            | Jerzy Klempel           | Pologne                | 47                     |
| 1978    | —                                       | —            | Péter Kovács            | Hongrie                | 47                     |
| 1982    | —                                       | —            | Vasile Stîngă           | Roumanie (4)           | 65                     |
| 1986    | —                                       | —            | Kang Jae-won            | Corée du Sud           | 67                     |
| 1990    | Jackson Richardson[source insuffisante] | France       | Julián Duranona         | Cuba                   | 55                     |
| 1993    | Magnus Andersson                        | Suède        | Marc Baumgartner        | Suisse                 | 47                     |
| 1995    | Jackson Richardson (2)                  | France (2)   | Yoon Kyung-shin         | Corée du Sud (2)       | 86                     |
| 1997    | Talant Dujshebaev                       | Espagne      | Yoon Kyung-shin (2)     | Corée du Sud (3)       | 62                     |
| 1999    | Stefan Lövgren                          | Suède (2)    | Rolando Uríos           | Cuba (2)               | 57                     |
| 2001    | Stefan Lövgren (2)                      | Suède (3)    | Édouard Kokcharov       | Russie                 | 61                     |
| 2003    | Christian Schwarzer                     | Allemagne    | Carlos Pérez            | Hongrie (2)            | 64                     |
| 2005    | Ivano Balić                             | Croatie      | Wissem Hmam             | Tunisie                | 81                     |
| 2007    | Ivano Balić (2)                         | Croatie (2)  | Guðjón Valur Sigurðsson | Islande                | 66                     |
| 2009    | Igor Vori                               | Croatie (3)  | Kiril Lazarov           | Macédoine              | 92                     |
| 2011    | Nikola Karabatic                        | France (3)   | Mikkel Hansen           | Danemark (2)           | 68                     |
| 2013    | Mikkel Hansen                           | Danemark     | Anders Eggert           | Danemark (3)           | 55                     |
| 2015    | Thierry Omeyer                          | France (4)   | Dragan Gajić            | Slovénie               | 71                     |
| 2017    | Nikola Karabatic (2)                    | France (5)   | Kiril Lazarov (2)       | Macédoine (2)          | 50                     |
| 2019    | Mikkel Hansen (2)                       | Danemark (2) | Mikkel Hansen (2)       | Danemark (4)           | 72                     |
| 2021    | Mikkel Hansen (3)                       | Danemark (3) | Frankis Marzo           | Qatar                  | 58                     |
| 2023    | Mathias Gidsel                          | Danemark (4) | Mathias Gidsel          | Danemark (5)           | 60                     |
| 2025    | Mathias Gidsel (2)                      | Danemark (5) | Mathias Gidsel          | Danemark (6)           | 74                     |

Remarques : 
- Quatre nations trustent les titres de meilleurs joueurs : la France et le Danemark (5), la Suède et la Croatie (3). Les deux derniers titres concernent deux autres nations européennes historiques, l'Espagne et l'Allemagne.
- Six joueurs ont été élus meilleur joueur à au moins deux reprises : Mikkel Hansen (3), Jackson Richardson, Stefan Lövgren, Ivano Balić, Nikola Karabatic et Mathias Gidsel (2).
- À l'opposé, le titre de meilleur buteur a été décerné à sept reprises à une nation non européenne : la Corée du Sud (3), Cuba (2), la Tunisie et le Qatar (1).
- Quatre joueurs ont été meilleur buteur à au moins deux reprises : Yoon Kyung-shin, Kiril Lazarov, Mikkel Hansen et Mathias Gidsel (2).
- Avec 92 buts marqués en 2009, Kiril Lazarov détient le record du plus grand nombre de buts marqués lors d'une édition.

### Statistiques diverses
- Statistiques générales
  - Le plus grand total de buts sur un match est de 80 buts : 42-38 entre la Russie et la Roumanie en 2003 et 51-29 entre la Slovénie et la Corée du Sud en 2021[16].
  - Le plus grand total de buts marqués par une équipe sur un match est de 55 buts par l'Islande face à l'Australie en 2003[16].
- Statistiques concernant les finales
  - Cinq finales ont nécessité des prolongations pour déterminer le vainqueur : 1961 et 1970 (2 prolongations), 1982, 2001 et 2011 (1 prolongation).
  - Plus petite différence de buts : 1 but en 1938 (Allemagne - Autriche 5-4), en 1961 (Roumanie - Tchécoslovaquie 9-8), en 1970 (Roumanie - RDA 13-12), 1978 (RFA - URSS 20-19) et en 1999 (Suède - Russie 25-24).
  - plus grande différence de buts : 16 buts en 2013 (Espagne - Danemark 35-19).
  - plus petit total de buts : 9 buts en 1938 (Allemagne - Autriche 5-4).
  - plus grand total de buts : 74 buts en 2005 (Espagne - Croatie 40-34).
  - plus petit nombre de buts marqués par un champion : 5 par l'Allemagne contre l'Autriche en 1938.
  - plus grand nombre de buts marqués par un finaliste battu : 35ap par le Danemark contre la France en 2011.
  - entre 1993 (début de la périodicité biennale les années impaires) et 2023, la France a participé à la moitié des finales (huit sur seize dont six victoires).

## Autres championnats du monde

### Championnats du monde B et C
En guise de tournoi de qualification pour le championnat du monde et les Jeux olympiques a été organisé entre 1977 et 1992 un championnat du monde B. Véritable deuxième division du handball mondial, les meilleures équipes obtenaient ainsi leurs billets pour la compétition reine tandis que les moins bonnes équipes étaient reléguées dans un championnat du monde C qui a existé entre 1976 et 1990.
À titre d'exemple, l'équipe de France termine onzième du championnat du monde B 1985 et est donc reléguée dans le tournoi C. Vainqueur de la compétition l'année suivante, la France termine ensuite huitième du championnat du monde B 1987 puis cinquième du championnat du monde B 1989, ce qui lui permet ainsi de participer au championnat du monde 1990 où elle obtient sa qualification pour les Jeux olympiques de 1992 à Barcelone.
Hormis les championnats du monde B de 1985 à 1992, ces « championnats du monde » n'étaient en réalité disputés que par des équipes européennes. Les équipes africaines, américaines et asiatiques obtenaient leur qualification par le biais de tournois continentaux. À noter qu'avant l'intronisation de ces championnats du monde B et C, un tournoi selon un format équivalent a été organisé en guise de qualifications pour les Jeux olympiques de 1972. Quant aux qualifications pour les Jeux olympiques de 1976, les équipes européennes sont réparties en groupes de 3 : les vainqueurs sont qualifiés pour Montréal tandis que les deuxièmes disputent le Championnat du monde B 1977 (pl) et les troisièmes le Championnat du monde C 1976 (pl).
Les résultats des championnats du monde B et C sont :
| B 1977 (pl) | Autriche | Suède              | 20 − 19 | Allemagne de l'Est | Tchécoslovaquie      | Islande              |
| B 1979 (pl) | Espagne  | Espagne            | 24 − 18 | Suisse             | Hongrie              | Islande              |
| B 1981      | France   | Pologne            | 23 − 16 | Tchécoslovaquie    | Suède                | Danemark             |
| B 1983 (pl) | Pays-Bas | Hongrie            | TTR     | Tchécoslovaquie    | Allemagne de l'Ouest | Suède                |
| B 1985 (pl) | Norvège  | Allemagne de l'Est | 27 − 23 | Union soviétique   | Pologne              | Tchécoslovaquie      |
| B 1987      | Italie   | Union soviétique   | 23 − 18 | Tchécoslovaquie    | Pologne              | Allemagne de l'Ouest |
| B 1989      | France   | Islande            | 29 − 26 | Pologne            | Roumanie             | Espagne              |
| B 1992      | Autriche | Norvège            | 26 − 19 | Autriche           | Islande              | Suisse               |

| C 1976 (pl) | Portugal   | Portugal | TTR     | Finlande | Pays-Bas             | Suisse   |
| C 1978 (pl) | Suisse     | Suisse   | TTR     | Israël   | Norvège              | Autriche |
| C 1980 (pl) | Îles Féroé | Norvège  | 21 − 19 | France   | Autriche             | Israël   |
| C 1982      | Belgique   | Bulgarie | 19 − 17 | Belgique | Norvège              | Autriche |
| C 1984 (pl) | Italie     | Bulgarie | 25 − 19 | Finlande | Pays-Bas             | Israël   |
| C 1986      | Portugal   | France   | 29 − 21 | Pays-Bas | Israël               | Autriche |
| C 1988 (pl) | Portugal   | Pays-Bas | 23 − 22 | Israël   | Autriche             | Italie   |
| C 1990 (pl) | Finlande   | Norvège  | 32 − 27 | Finlande | Allemagne de l'Ouest | Bulgarie |

### Championnat du monde à onze (en plein air)
Avant l'émergence du handball à sept en salle, le handball à onze en plein air était l'objet d'un championnat du monde :
| 1re | 1938 (de)  | Allemagne            | Allemagne              | 23 – 0  | Suisse               | Hongrie         | 10 – 2  | Suède    |
| 2e  | 1948       | France               | Suède                  | 11 – 4  | Danemark             | Suisse          | 21 – 1  | France   |
| 3e  | 1952 (de), | Suisse               | Allemagne de l'Ouest   | 19 – 8  | Suède                | Suisse          | 12 – 10 | Autriche |
| 4e  | 1955 (de)  | Allemagne de l'Ouest | Allemagne de l'Ouest   | 25 – 13 | Suisse               | Tchécoslovaquie | 13 – 10 | Suède    |
| 5e  | 1959       | Autriche             | Allemagne (RFA et RDA) | 14 – 11 | Roumanie             | Suède           | 18 – 9  | Autriche |
| 6e  | 1963 (de)  | Suisse               | Allemagne de l'Est     | 14 – 7  | Allemagne de l'Ouest | Suisse          | 10 – 6  | Pologne  |
| 7e  | 1966 (de)  | Autriche             | Allemagne de l'Ouest   | TTR     | Allemagne de l'Est   | Autriche        | TTR     | Pologne  |

### Championnat des Pays émergents
Ce championnat réunit des pays émergents mais à l'opposé des Championnats du monde B, il n'est pas qualificatif Championnat du monde.
| Édition | Année     | Pays hôte |                                                                                   | Finale                                                                            | Finale                                                                            | Finale                                                                            |                                                                                   | Petite finale                                                                     | Petite finale                                                                     | Petite finale |
| Édition | Année     | Pays hôte | Champion                                                                          | 0Score0                                                                           | Finaliste                                                                         | Troisième                                                                         | 0Score0                                                                           | Quatrième                                                                         |                                                                                   |               |
| ------- | --------- | --------- | --------------------------------------------------------------------------------- | --------------------------------------------------------------------------------- | --------------------------------------------------------------------------------- | --------------------------------------------------------------------------------- | --------------------------------------------------------------------------------- | --------------------------------------------------------------------------------- | --------------------------------------------------------------------------------- | ------------- |
| 1re     | 2015 (en) | Kosovo    | Îles Féroé                                                                        | 27 – 24                                                                           | Lettonie                                                                          | Kosovo                                                                            | 28 – 16                                                                           | Uruguay                                                                           |                                                                                   |               |
| 2e      | 2017 (en) | Bulgarie  | Îles Féroé (2)                                                                    | 26 – 25                                                                           | Turquie                                                                           | Kosovo                                                                            | 32 – 25                                                                           | Chypre                                                                            |                                                                                   |               |
| 3e      | 2019 (en) | Géorgie   | Géorgie                                                                           | 31 – 21                                                                           | Cuba                                                                              | Bulgarie                                                                          | 47 – 31                                                                           | Grande-Bretagne                                                                   |                                                                                   |               |
| —       | 2021      | —         | Annulé à cause de la pandémie de Covid-19 et remplacé par le Trophée IHF/EHF (en) | Annulé à cause de la pandémie de Covid-19 et remplacé par le Trophée IHF/EHF (en) | Annulé à cause de la pandémie de Covid-19 et remplacé par le Trophée IHF/EHF (en) | Annulé à cause de la pandémie de Covid-19 et remplacé par le Trophée IHF/EHF (en) | Annulé à cause de la pandémie de Covid-19 et remplacé par le Trophée IHF/EHF (en) | Annulé à cause de la pandémie de Covid-19 et remplacé par le Trophée IHF/EHF (en) | Annulé à cause de la pandémie de Covid-19 et remplacé par le Trophée IHF/EHF (en) |               |
| 4e      | 2023 (en) | Bulgarie  | Cuba                                                                              | 28 – 18                                                                           | Chypre                                                                            |                                                                                   | Bulgarie                                                                          | 47 – 18                                                                           | Inde                                                                              |               |

### Championnat du monde sur plage (beach handball)
Le beach handball, disputé sur sable, dispose lui aussi de son championnat du monde depuis 2004.
| Édition   | Nation hôte | Champion                                                       | Finaliste                                                      | Troisième                                                      |
| --------- | ----------- | -------------------------------------------------------------- | -------------------------------------------------------------- | -------------------------------------------------------------- |
| 2004 (en) | Égypte      | Égypte                                                         | Turquie                                                        | Russie                                                         |
| 2006 (en) | Brésil      | Brésil                                                         | Turquie                                                        | Espagne                                                        |
| 2008 (en) | Espagne     | Croatie                                                        | Brésil                                                         | Serbie                                                         |
| 2010 (en) | Turquie     | Brésil (2)                                                     | Hongrie                                                        | Turquie                                                        |
| 2012 (en) | Oman        | Brésil (3)                                                     | Ukraine                                                        | Croatie                                                        |
| 2014 (en) | Brésil      | Brésil (4)                                                     | Croatie                                                        | Qatar                                                          |
| 2016      | Hongrie     | Croatie (2)                                                    | Brésil                                                         | Qatar                                                          |
| 2018 (en) | Russie      | Brésil (5)                                                     | Croatie                                                        | Hongrie                                                        |
| 2020 (en) | Italie      | Reporté en 2021 puis annulé à cause de la pandémie de Covid-19 | Reporté en 2021 puis annulé à cause de la pandémie de Covid-19 | Reporté en 2021 puis annulé à cause de la pandémie de Covid-19 |
| 2022 (en) | Grèce       | Croatie (3)                                                    | Danemark                                                       | Brésil                                                         |
| 2024 (en) | Chine       | Croatie (3)                                                    | Danemark                                                       | Portugal                                                       |